# Михайлівдень
«Михайлівдень» (англ. Michaelmas) — науково-фантастичний роман американського письменника Альгіса Будріса.

## Сюжет
Роман відправлює нас у наближене майбутнє (на момент написання роману, зараз же — фактично альтернативний минулий час).
Роман отримав свою назву на честь свого головного героя, Лорена Михайловадня — всесвітньо відомого журналіста. Насправді ж Михайлівдень контролює події у світі в тій мірі, в якій він пише про них. Його засоби впливу — це надзвичайно потужний штучний інтелект, з власною штучною свідомістю на ім'я Доміно, який виник як скромний телефонний пристрій в молоді роки Михайлівдень. Через багато років Доміно перетворився на цифровий всеохоплюючий пристрій, який здатний проникати й управляти будь-яким електронним або комп'ютеризованим обладнанням, особливо мережами зв'язку будь-яких видів. Доміно було створено Михайлівднем і про його існування відомо лише Лорену.
Доміно також є таємним та інтелектуальним партнером Михайловадня, який частково компенсував втрату, яку Михайлівдень зазнав, коли його дружина загинула в результаті ДТП багато років тому.
До моменту подій, описаних у романі, Лоран Михайлівдень успішно використовував свою силу для створення та підтримки миру у всьому світі. Одним з його найбільших досягнень є UNAC (фіктивна Комісія з космонавтики Організації Об'єднаних Націй). Організація космічних подорожей як спільного міжнародного проекту, UNAC має важливе значення для Михайловадня як символ більш об'єднаного світу. Коли астронавт вважається загиблим у невдалої місії, він дивовижним чином рятується, в той же час починає розгортатися загрозливий сценарій. Блжче до завершення роману, Лорен поступово дізнається, що можлива позаземна присутність може перешкоджати створенню нового світу, над яким він так багато працював.

## Теми
Роман не тільки політичний та науково-фантастичний трилер, який динамічно розвивається, але також прекрасний своїм натхненником, оскільки він з'явився менш ніж за десятиріччя до початку епохи Інтернету, задовго до його нинішньої популярності та розповсюдження. Технічні характеристики пристроїв найближчого майбутнього дуже переконливі та, очевидно, добре досліджені. Його опис журналістики та професійної культури також високо оцінений, головним чином, завдяки проживання пізнього Будріса біля Середньої школи журналістики Північно-західного університету, яка декілька разів з'являється в книзі.
Книга насичена великою кількістю посилань на класичні твори мистецтва, театру, поезії та філософії.
Головний герой Лорен Михайлівдень фактично носить назву фестивалю, присвяченого архангелу Михаїлу, одної з провідних фігур в Юдаїзмі, який захищає людей Бога, а також у Християнстві, який перемагає Сатану в Книзі Одкровення. У романі Майклмас допомагає захистити суспільство від самого себе, впливаючи на баланс сил у світі, щоб уникнути війни та підтримувати відносний мир.

## Пов'язані роботи
Набагато коротша та суттєво відмінна версія роману була опублікована в 1976 році на сторінках журналу Фентезі & Сайнс фікшн.